# 根添城
根添城（ねぞえじょう）、または根添館（ねぞえたて）は、宮城県仙台市太白区坪沼地区にあった日本の城（山城）。陸奥国の豪族安倍氏の支城として用いられた。

## 概要
11世紀の前九年の役で源頼義に攻められ陥落した。現在は、空堀、土塁の跡は認められるが、大部分は畑となっている。城跡の南側には、源頼義が祀ったといわれる坪沼八幡神社が建っている。
城主は不明だが、城跡は標高20メートルの丘陵に位置する。80メートル四方の主郭と、南側の副郭からなる。両曲輪の間には、幅5メートル×深さ3メートルの堀切が走り、主郭周囲に腰曲輪が巡る。